# AIM-9 Sidewinder

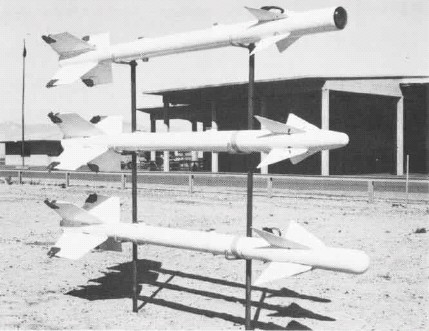
Ракеты «Сайдуайндер» первых модификаций AIM-9B, AIM-9D, AIM-9C (сверху вниз), фото начала 1970-х.

«Са́йдуайндер» (англ. Sidewinder, [ˈsʌɪdwʌɪndə], общевойсковой индекс — AIM-9, до 1963 года в ВМФ США — AAM-N-7, в ВВС США — GAR-8) — американская управляемая ракета «воздух—воздух» с инфракрасной головкой самонаведения. Поступила на вооружение ВВС США в 1956 году, став первой в мире серийной управляемой ракетой «воздух—воздух». Со времени принятия на вооружение ракета непрерывно совершенствовалась, до настоящего времени в модифицированном виде широко используется военной авиацией многих государств. Помимо моделей «воздух—воздух», были созданы модификации ракеты «воздух—поверхность» (ПТУР и ПРР) и «поверхность—воздух» (ЗУР).
Своё название, которое в переводе на русский язык означает «рогатый гремучник», ракета получила из-за своей головки самонаведения, ориентирующейся в полёте на тепловой силуэт цели, так же как это делает обитающая в пустыне неподалёку от конструкторского бюро американская рогатая гремучая змея, на охоте ориентирующаяся на излучаемое своей добычей тепло. «Сайдуайндер» стала первой ракетой «змеиной» серии, к которой впоследствии добавились другие УРВВ и УРВП, названные по аналогии с обитающими в США ядовитыми змеями.
По состоянию на 2001 год, только на территории США, было произведено более 150 тысяч единиц данного оружия, с учётом ракет изготовленных в других странах, общее количество изготовленных AIM-9 превысило 200 тысяч единиц и ожидается, что производство этих ракет будет вестись ещё длительное время. «Сайдуайндер» состоит на вооружении порядка тридцати стран. Ракета имеет большое количество версий и модификаций, она эксплуатируется по сей день.

## История
Разработка будущей AIM-9 была начата ещё в 1950 году по заказу ВМФ США. Американский флот решил создать достаточно простую управляемую ракету «воздух-воздух» путём дооснащения широко применяемых 5-дюймовых (127 мм) авиационных НАР FFAR «Mighty Mouse» головкой инфракрасного самонаведения. Созданная лабораторией NWC (англ. Naval Weapons Center) тепловая головка самонаведения представляла собой термоэлектрический элемент на основе сульфида свинца (PbS), размещённый за полусферическим обтекателем и соединённый с автопилотом.
Ещё одной удачной идеей, использованной в проекте AIM-9 для стабилизации полёта, стали роллероны. Хотя идея первоначально вызвала ряд сомнений, лётные испытания продемонстрировали высокую эффективность этой схемы. С этого момента роллероны начали массово применяться для стабилизации небольших ракет.
Первые испытания ракеты начались уже в 1951 году. Работа над проектом шла быстро, и 11 сентября 1953 года был осуществлен первый успешный перехват радиоуправляемой беспилотной мишени. Производство ракеты началось в 1955 году, в мае 1956 первые образцы AAM-N-7 Sidewinder I поступили на вооружение.
Изначально ракета разрабатывалась только для вооружения ВМФ США, но после сравнительных испытаний, продемонстрировавших её полное превосходство над разработанной ВВС ракетой GAR-1 Falcon, военно-воздушные силы также приняли её на вооружение. Во время войны во Вьетнаме ракета активно применялась как ВМФ, так и ВВС, продемонстрировав отличные для того времени боевые качества: этой ракетой совершено 83 подтверждённых поражения истребителей противника (вероятность успеха при запуске по истребителю составляла 16%).
В начале 1980х гг. США предоставили Японии лицензию на производство ракет AIM-9L, выпуск которых был освоен в 1981-1982 гг. компанией "Mitsubishi Heavy Industries" (в 1981 году - элементы корпуса, боевые части и двигатели, а в 1982 году - системы управления и контроля).

## Задействованные структуры
В разработке и производстве ракет «Сайдуайндер» были задействованы следующие структуры:
AIM-9B

| Подрядчики первой очереди (частный сектор) - Ракетный комплекс в целом (производство) — Philco Corp., Филадельфия, Пенсильвания; General Electric Co., Джонсон-Сити, Нью-Йорк; - Корпус ракеты — Norris-Thermador Co., Риверсайд, Калифорния; Bridgeport Brass Co., Hunter Douglas Division, Риверсайд, Калифорния; - Ракетный двигатель — Norris-Thermador Co., Риверсайд, Калифорния; Bridgeport Brass Company, Hunter Douglas Division, Риверсайд, Калифорния; Hercules Powder Co., Камберленд, Мэриленд; - Система наведения — American Car & Foundry Co., Avion Division, Ривердейл, Мэриленд; | - Взрыватель, электромеханические приводы управления боевой части, часовой механизм, предохранительный механизм / переводчик взрывателя на боевой взвод (разработка) — Bulova Watch Company, Research & Development Laboratories, Industrial and Military Products Division, Вудсайд, Куинс, Нью-Йорк; - Взрыватель (производство) — Minneapolis-Honeywell Regulator Co., Миннеаполис, Миннесота. Подрядчики первой очереди (государственный сектор) - Ракетный комплекс в целом (разработка) — Испытательная станция Главного управления вооружения ВМС США в Чайна-Лейк, Керн, Калифорния. |

AIM-9C

| Подрядчики первой очереди (частный сектор) - Система наведения и управления полётом Mk 12 Mod 2 — Motorola Inc., Скоттсдейл, Аризона; - Контейнер блока наведения и управления Mk 241, контейнер хвостового оперения Mk 387 — Lasko Metal Products, Вест-Честер, Пенсильвания; - Оперение и стабилизация Mk 1 — Farmers Tool & Supply Co., Денвер, Колорадо; - Предохранительный механизм Mk 13 Mod 0 — Aerojet General Corp., Дауни, Калифорния; - Оптико-электронный прибор обнаружения цели Mk 15 Mod 0 головки самонаведения ракеты — Litton Industries, Inc., Силвер-Спринг, Мэриленд; - Пороховой аккумулятор давления Mk 7 — Amoco Chemicals Corp., Сеймур, Индиана; - Набор металлических деталей Mk 36 Mod 0 — Armor Technology Corp., Монровия, Калифорния; - Набор металлических деталей Mk 36 Mod 1 — Norris Thermador Co., Риверсайд, Калифорния; | - Набор металлических деталей для боевой части Mk 48 — American Car & Foundry Co., Ривердейл, Мэриленд; - Ракетное топливо Mk 36 Mod 2, снаряжение ракетного двигателя — Rocketdyne Corp., Мак-Грегор, Техас. Подрядчики первой очереди (государственный сектор) - Ракетное топливо Mk 36 Mod 5, снаряжение ракетного двигателя — Индианхедский завод боеприпасов ВМС США, Индиан-Хед, Мэриленд; - Сборка боевых частей Mk 48 — Крейнский склад боеприпасов ВМС США, Крейн, Индиана. Субподрядчик - Ампульная батарея Mk 70 — Catalyst Research Corp., Балтимор, Мэриленд. |

AIM-9D

| Подрядчики первой очереди (частный сектор) - Блок управления полётом Mk 18-1 — Philco Corp., Филадельфия, Пенсильвания; Raytheon Co., Missile Systems Division, Лоуэлл, Массачусетс; - Контейнер блока наведения и управления Mk 241, контейнер хвостового оперения Mk 387 — Lasko Metal Products, Вест-Честер, Пенсильвания; - Хвостовое оперение — Industrial Tool & Machine Co., Джорджиавилл, Смитфилд, Род-Айленд; - Набор металлических деталей Mk 36 Mod 0 — Armor Technology Corp., Монровия, Калифорния; - Набор металлических деталей Mk 36 Mod 1 — Norris Thermador Co., Риверсайд, Калифорния; - Ракетное топливо Mk 36 Mod 2, снаряжение ракетного двигателя — Rocketdyne Corp., Мак-Грегор, Техас; - Оптико-электронный прибор обнаружения цели Mk 24 Mod 0 головки самонаведения ракеты — Kollsman Instrument Corp., Элмхерст, Куинс, Нью-Йорк; American Optical Co., Кин, Нью-Гэмпшир; - Ампульная батарея Mk 70 — Catalyst Research Corp., Балтимор, Мэриленд; | - Предохранительный механизм Mk 13 Mod 0 — Aerojet General Corp., Дауни, Калифорния; - Набор металлических деталей для боевой части Mk 48 — American Car & Foundry Co., Ривердейл, Мэриленд; - Оперение и стабилизация Mk 1 — Farmers Tool & Supply Co., Денвер, Колорадо. Подрядчики первой очереди (государственный сектор) - Ракетное топливо Mk 36 Mod 5, снаряжение ракетного двигателя — Индианхедский завод боеприпасов ВМС США, Индиан-Хед, Мэриленд; - Сборка боевых частей Mk 48 — Крейнский склад боеприпасов ВМС США, Крейн, Индиана. Субподрядчики - Блок приёмника излучения головки самонаведения ракеты с системой охлаждения — UCSB Santa Barbara Research Center, Голета, Калифорния; Electronic Corporation of America, Кембридж, Массачусетс; American Infrared Industries, Inc., Уолтем, Массачусетс; - Пороховой аккумулятор давления Mk 7 — Amoco Chemicals Corp., Сеймур, Индиана. |

## Конструкция
Первый «Сайдуайндер» был достаточно простой управляемой ракетой. По сути это был тот же FFAR, на котором смонтировали ИК ГСН и автопилот, соединённый с рулевыми плоскостями.
Инфракрасная головка самонаведения выполняет коническое сканирование пространства вращающимся зеркалом (укрытым от посторонней засветки стеклянным обтекателем), фокусирующим отраженные лучи на неподвижной группе из пяти фотоприёмников; положение цели определяется по углу поворота зеркала. Наведение ракеты осуществляется не на текущую позицию цели, а на изменение этой позиции в промежутке между сканированиями по принципу пропорциональной навигации.
Первые модели имели неохлаждаемую ГСН, чувствительную к посторонней засветке. Более поздние модификации используют охлаждение либо жидким аргоном из встроенной ёмкости (ВВС США), либо охлаждение с борта самолёта жидким азотом (ВМС США). Самая совершенная на сегодняшний день модель — AIM-9X — использует для охлаждения двигатель Стирлинга, отводящий тепло к тепловой батарее[неизвестный термин] ракеты.
На большинстве моделей ракеты устанавливалась 10-килограммовая осколочно-фугасная боевая часть (БЧ). Начиная с AIM-9H ракета получила стержневую 11-килограммовую БЧ.

## Модификации
|  |  |  |  |                 |                 |                 |                 |                 |                 |        |        |        |        |        |        |                  |                  |                  |                  |                  |                  |  |  |        |        | Развитие AIM9 |        |        |        |        |        |        |        |        |        |        |        |        |        |        |        |        |        |        |        |        |        |  |  |              |              |              |              |              |              |  |  |  |  |  |  |  |  |  |  |  |  |  |  |
|  |  |  |  |                 |                 |                 |                 |                 |                 |        |        |        |        |        |        |                  |                  |                  |                  |                  |                  |  |  |        |        |               |        |        |        |        |        |        |        |        |        |        |        |        |        |        |        |        |        |        |        |        |        |  |  |              |              |              |              |              |              |  |  |  |  |  |  |  |  |  |  |  |  |  |  |
|  |  |  |  |                 |                 |                 |                 |                 |                 |        |        |        |        |        |        |                  |                  |                  |                  |                  |                  |  |  |        |        |               |        | AIM-9A |        |        |        |        |        |        |        |        |        |        |        |        |        |        |        |        |        |        |        |  |  |              |              |              |              |              |              |  |  |  |  |  |  |  |  |  |  |  |  |  |  |
|  |  |  |  |                 |                 |                 |                 |                 |                 |        |        |        |        |        |        |                  |                  | XM41             |                  |                  |                  |  |  |        |        |               |        |        |        |        |        |        |        |        |        |        |        |        |        |        |        |        |        |        |        |        |        |  |  |              |              |              |              |              |              |  |  |  |  |  |  |  |  |  |  |  |  |  |  |
|  |  |  |  |                 |                 |                 |                 |                 |                 |        |        |        |        |        |        |                  |                  |                  |                  |                  |                  |  |  |        |        |               |        | AIM-9B |        |        |        |        |        |        |        |        |        |        |        |        |        |        |        |        |        |        |        |  |  |              |              |              |              |              |              |  |  |  |  |  |  |  |  |  |  |  |  |  |  |
|  |  |  |  |                 |                 |                 |                 |                 |                 |        |        |        |        |        |        |                  |                  |                  |                  |                  |                  |  |  |        |        |               |        |        |        |        |        |        |        |        |        |        |        |        |        |        |        |        |        |        |        |        |        |  |  |              |              |              |              |              |              |  |  |  |  |  |  |  |  |  |  |  |  |  |  |
|  |  |  |  |                 |                 |                 |                 |                 |                 |        |        |        |        |        |        |                  |                  |                  |                  |                  |                  |  |  |        |        |               |        |        |        |        |        |        |        |        |        |        |        |        |        |        |        |        |        |        |        |        |        |  |  |              |              |              |              |              |              |  |  |  |  |  |  |  |  |  |  |  |  |  |  |
|  |  |  |  |                 |                 |                 |                 |                 |                 |        |        |        |        |        |        |                  |                  |                  |                  |                  |                  |  |  |        |        |               |        |        |        |        |        |        |        |        |        |        |        |        |        |        |        |        |        |        |        |        |        |  |  |              |              |              |              |              |              |  |  |  |  |  |  |  |  |  |  |  |  |  |  |
|  |  |  |  |                 |                 |                 |                 | AIM-9C          | AIM-9C          | AIM-9C | AIM-9C | AIM-9C | AIM-9C |        |        |                  |                  |                  |                  |                  |                  |  |  | AIM-9D | AIM-9D | AIM-9D        | AIM-9D | AIM-9D | AIM-9D |        |        | AIM-9E | AIM-9E | AIM-9E | AIM-9E | AIM-9E | AIM-9E |        |        |        |        |        |        |        |        |        |        |  |  |              |              |              |              |              |              |  |  |  |  |  |  |  |  |  |  |  |  |  |  |
|  |  |  |  |                 |                 |                 |                 | AIM-9C          | AIM-9C          | AIM-9C | AIM-9C | AIM-9C | AIM-9C |        |        |                  |                  |                  |                  |                  |                  |  |  | AIM-9D | AIM-9D | AIM-9D        | AIM-9D | AIM-9D | AIM-9D |        |        | AIM-9E | AIM-9E | AIM-9E | AIM-9E | AIM-9E | AIM-9E |        |        |        |        |        |        |        |        |        |        |  |  |              |              |              |              |              |              |  |  |  |  |  |  |  |  |  |  |  |  |  |  |
|  |  |  |  |                 |                 |                 |                 |                 |                 |        |        |        |        |        |        | MIM-72 Chaparral | MIM-72 Chaparral | MIM-72 Chaparral | MIM-72 Chaparral | MIM-72 Chaparral | MIM-72 Chaparral |  |  |        |        |               |        |        |        |        |        |        |        |        |        |        |        |        |        |        |        | AIM-9F | AIM-9F | AIM-9F | AIM-9F | AIM-9F | AIM-9F |  |  | AGM-87 Focus | AGM-87 Focus | AGM-87 Focus | AGM-87 Focus | AGM-87 Focus | AGM-87 Focus |  |  |  |  |  |  |  |  |  |  |  |  |  |  |
|  |  |  |  |                 |                 |                 |                 |                 |                 |        |        |        |        |        |        | MIM-72 Chaparral | MIM-72 Chaparral | MIM-72 Chaparral | MIM-72 Chaparral | MIM-72 Chaparral | MIM-72 Chaparral |  |  |        |        |               |        |        |        | AIM-9G | AIM-9G | AIM-9G | AIM-9G | AIM-9G | AIM-9G |        |        | AIM-9J | AIM-9J | AIM-9J | AIM-9J | AIM-9J | AIM-9J | AIM-9F | AIM-9F | AIM-9F | AIM-9F |  |  | AGM-87 Focus | AGM-87 Focus | AGM-87 Focus | AGM-87 Focus | AGM-87 Focus | AGM-87 Focus |  |  |  |  |  |  |  |  |  |  |  |  |  |  |
|  |  |  |  |                 |                 |                 |                 |                 |                 |        |        |        |        |        |        |                  |                  |                  |                  |                  |                  |  |  |        |        |               |        |        |        | AIM-9G | AIM-9G | AIM-9G | AIM-9G | AIM-9G | AIM-9G |        |        | AIM-9J | AIM-9J | AIM-9J | AIM-9J | AIM-9J | AIM-9J |        |        |        |        |  |  |              |              |              |              |              |              |  |  |  |  |  |  |  |  |  |  |  |  |  |  |
|  |  |  |  |                 |                 |                 |                 |                 |                 |        |        |        |        |        |        |                  |                  |                  |                  |                  |                  |  |  | AIM-9H | AIM-9H | AIM-9H        | AIM-9H | AIM-9H | AIM-9H |        |        | AIM-9N | AIM-9N | AIM-9N | AIM-9N | AIM-9N | AIM-9N |        |        |        |        |        |        |        |        |        |        |  |  |              |              |              |              |              |              |  |  |  |  |  |  |  |  |  |  |  |  |  |  |
|  |  |  |  |                 |                 |                 |                 |                 |                 |        |        |        |        |        |        |                  |                  |                  |                  |                  |                  |  |  | AIM-9H | AIM-9H | AIM-9H        | AIM-9H | AIM-9H | AIM-9H |        |        | AIM-9N | AIM-9N | AIM-9N | AIM-9N | AIM-9N | AIM-9N |        |        |        |        |        |        |        |        |        |        |  |  |              |              |              |              |              |              |  |  |  |  |  |  |  |  |  |  |  |  |  |  |
|  |  |  |  |                 |                 |                 |                 |                 |                 |        |        |        |        |        |        |                  |                  |                  |                  |                  |                  |  |  |        |        |               |        |        |        |        |        |        |        |        |        |        |        |        |        |        |        |        |        |        |        |        |        |  |  |              |              |              |              |              |              |  |  |  |  |  |  |  |  |  |  |  |  |  |  |
|  |  |  |  |                 |                 |                 |                 |                 |                 |        |        |        |        | AIM-9K | AIM-9K | AIM-9K           | AIM-9K           | AIM-9K           | AIM-9K           |                  |                  |  |  | AIM-9L | AIM-9L | AIM-9L        | AIM-9L | AIM-9L | AIM-9L |        |        | AIM-9P | AIM-9P | AIM-9P | AIM-9P | AIM-9P | AIM-9P |        |        |        |        |        |        |        |        |        |        |  |  |              |              |              |              |              |              |  |  |  |  |  |  |  |  |  |  |  |  |  |  |
|  |  |  |  |                 |                 |                 |                 |                 |                 |        |        |        |        | AIM-9K | AIM-9K | AIM-9K           | AIM-9K           | AIM-9K           | AIM-9K           |                  |                  |  |  | AIM-9L | AIM-9L | AIM-9L        | AIM-9L | AIM-9L | AIM-9L |        |        | AIM-9P | AIM-9P | AIM-9P | AIM-9P | AIM-9P | AIM-9P |        |        |        |        |        |        |        |        |        |        |  |  |              |              |              |              |              |              |  |  |  |  |  |  |  |  |  |  |  |  |  |  |
|  |  |  |  | AGM-122 Sidearm | AGM-122 Sidearm | AGM-122 Sidearm | AGM-122 Sidearm | AGM-122 Sidearm | AGM-122 Sidearm |        |        |        |        |        |        |                  |                  |                  |                  |                  |                  |  |  | AIM-9M | AIM-9M | AIM-9M        | AIM-9M | AIM-9M | AIM-9M |        |        |        |        |        |        | AIM-9S | AIM-9S | AIM-9S | AIM-9S | AIM-9S | AIM-9S |        |        |        |        |        |        |  |  |              |              |              |              |              |              |  |  |  |  |  |  |  |  |  |  |  |  |  |  |
|  |  |  |  | AGM-122 Sidearm | AGM-122 Sidearm | AGM-122 Sidearm | AGM-122 Sidearm | AGM-122 Sidearm | AGM-122 Sidearm |        |        |        |        |        |        |                  |                  |                  |                  |                  |                  |  |  | AIM-9M | AIM-9M | AIM-9M        | AIM-9M | AIM-9M | AIM-9M |        |        |        |        |        |        | AIM-9S | AIM-9S | AIM-9S | AIM-9S | AIM-9S | AIM-9S |        |        |        |        |        |        |  |  |              |              |              |              |              |              |  |  |  |  |  |  |  |  |  |  |  |  |  |  |
|  |  |  |  |                 |                 |                 |                 |                 |                 |        |        |        |        |        |        |                  |                  |                  |                  |                  |                  |  |  |        |        |               |        |        |        |        |        |        |        |        |        |        |        |        |        |        |        |        |        |        |        |        |        |  |  |              |              |              |              |              |              |  |  |  |  |  |  |  |  |  |  |  |  |  |  |
|  |  |  |  |                 |                 |                 |                 |                 |                 |        |        |        |        |        |        |                  |                  |                  |                  |                  |                  |  |  |        |        |               |        |        |        |        |        |        |        |        |        |        |        |        |        |        |        |        |        |        |        |        |        |  |  |              |              |              |              |              |              |  |  |  |  |  |  |  |  |  |  |  |  |  |  |
|  |  |  |  |                 |                 |                 |                 |                 |                 |        |        |        |        | AIM-9Q | AIM-9Q | AIM-9Q           | AIM-9Q           | AIM-9Q           | AIM-9Q           |                  |                  |  |  |        |        |               |        |        |        |        |        | AIM-9R | AIM-9R | AIM-9R | AIM-9R | AIM-9R | AIM-9R |        |        |        |        |        |        |        |        |        |        |  |  |              |              |              |              |              |              |  |  |  |  |  |  |  |  |  |  |  |  |  |  |
|  |  |  |  |                 |                 |                 |                 |                 |                 |        |        |        |        | AIM-9Q | AIM-9Q | AIM-9Q           | AIM-9Q           | AIM-9Q           | AIM-9Q           |                  |                  |  |  | AIM-9X |        |               |        |        |        |        |        | AIM-9R | AIM-9R | AIM-9R | AIM-9R | AIM-9R | AIM-9R |        |        |        |        |        |        |        |        |        |        |  |  |              |              |              |              |              |              |  |  |  |  |  |  |  |  |  |  |  |  |  |  |
|  |  |  |  |                 |                 |                 |                 |                 |                 |        |        |        |        |        |        |                  |                  |                  |                  |                  |                  |  |  |        |        |               |        |        |        |        |        |        |        |        |        |        |        |        |        |        |        |        |        |        |        |        |        |  |  |              |              |              |              |              |              |  |  |  |  |  |  |  |  |  |  |  |  |  |  |
|  |  |  |  |                 |                 |                 |                 |                 |                 |        |        |        |        |        |        |                  |                  |                  |                  |                  |                  |  |  | ?      |        |               |        |        |        |        |        |        |        |        |        |        |        |        |        |        |        |        |        |        |        |        |        |  |  |              |              |              |              |              |              |  |  |  |  |  |  |  |  |  |  |  |  |  |  |

- AIM-9A — прототип, испытывался в 1953 году. Был принят на вооружение в 1956 и запущен в ограниченное производство с 1955 года. Всего, были изготовлены и поступили на вооружение 240 ракет этой модели.
- AIM-9B — первая модификация ракеты запущенная в массовое производство. Принята на вооружение в 1956 году, одновременно с AIM-9A. Неохлаждаемая ГСН имела угол обзора всего около 4 градусов и сравнительно низкую скорость конического сканирования — из-за чего ракета была малоэффективна против активно маневрирующих целей. Имеет максимальную перегрузку до 10G.  Тем не менее, именно эти ракеты впервые участвовали в воздушных боях над Тайваньским проливом в 1958 году, где был зафиксирован ряд попаданий в китайские истребители. Производилась до 1962 года, всего было изготовлено более 80000 ракет для ВМФ и ВВС.
- AIM-9C — вариант ракеты с новым двигателем Hercules Mk 36, увеличившим радиус полёта до 18 км. Оснащалась полуактивной радиолокационной ГСН и более мощной стержневой боевой частью. В период с 1965 по 1967 год было произведено около 1000 ракет, но их боевое применение оказалось в основном неудачным.
- AIM-9D — аналог AIM-9C, но вместо полуактивного радиолокационного самонаведения, в ней использовалась ИК ГСН. Впервые было использовано охлаждение ИК ГСН жидким азотом, что позволило увеличить чувствительность головки. Угол обзора ГСН был сокращён до 2,5 градусов, что позволило уменьшить воздействие на ГСН ракеты посторонних помех. Было изготовлено около 1000 ракет.
- AIM-9E — модификация, разработанная и применявшаяся исключительно ВВС США, с термоэлектрическим охлаждением фотоприёмника, улучшающим чувствительность ГСН для перехвата низколетящих целей[12]. Изготовлялась в основном путём модернизации AIM-9B, всего было переделано около 5000 ракет.
- AIM-9F — модификация ракеты AIM-9B, производившаяся по лицензии в Германии. Использовала новую ГСН, охлаждаемую жидкой окисью углерода. Около 15000 ракет было изготовлено, начиная с 1969 года, также значительное количество поставленных ранее в Европу AIM-9B было модернизировано в вариант AIM-9F.
- AIM-9G — первая версия ракеты, имевшая связь с самолётом-носителем в полёте и способная получать целеуказания от бортовой РЛС. С 1972 по 1975 год было изготовлено 2120 ракет.
- AIM-9H — является усовершенствованным вариантом AIM-9G. Последняя модификация, разработанная эксклюзивно по заказу ВМС (после этого ВМС координировали ход разработки с ВВС). В её бортовой аппаратуре электровакуумные лампы заменены микросхемами. Время работы двигателя 2,2 секунды. Вместо 10-кг осколочно-фугасной БЧ получила стержневую 11-килограммовую БЧ. В период с 1972 по 1974 год изготовлено около 7700 ракет.

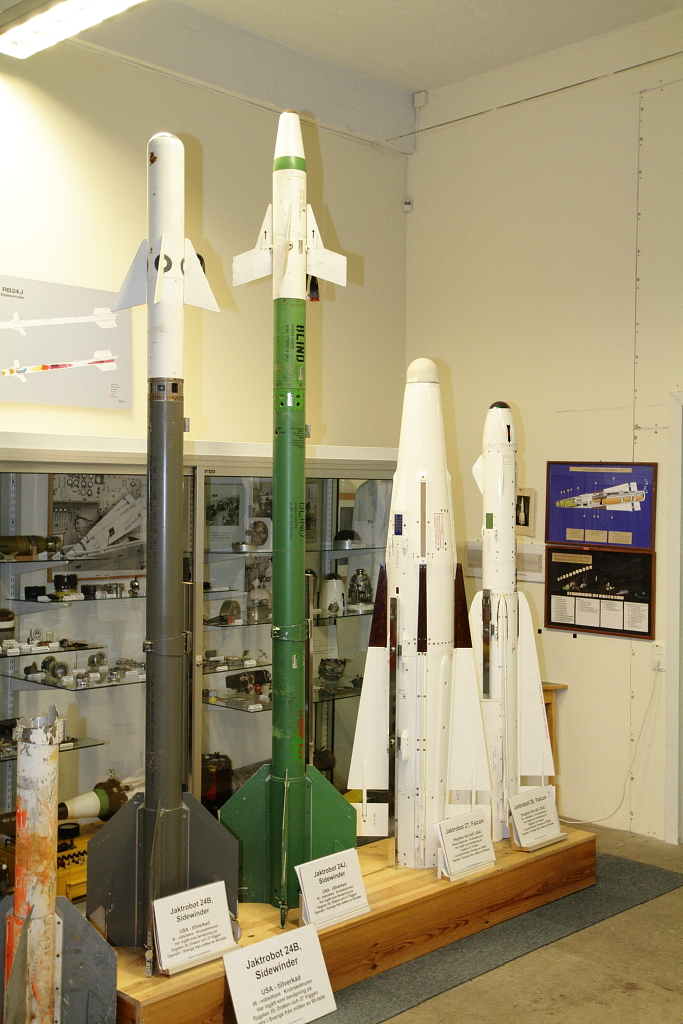
Слева-направо: AIM-9B, AIM-9J, AIM-26B (HM-55), AIM-4C (HM-58).

- AIM-9J — представляла собой глубокую модернизацию AIM-9B, путём замены электроники и газогенератора двигателя. Разработана по заказу ВВС. Электроника ракеты впервые[уточнить] на твердотельных элементах (до того на лампах). ГСН с оптимизированным временем быстродействия, имеет лучшую манёвренность по сравнению с AIM-9B; время работы двигателя 40 секунд. Принята на вооружение в 1977 году.
- AIM-9K
- AIM-9L — первая в мире ракета с всеракурсной двухдиапазонной ИК ГСН. Использовала принципиально новую ГСН с фотоприёмником на основе антимонида индия (все предыдущие были на основе сульфида свинца) охлаждаемым аргоном[13]. За счёт этого появилась возможность обстрела самолётов противника, летящих любым курсом с любого направления. Также имела утяжеленную БЧ массой порядка 9,4 кг, с круговым разлётом готовых поражающих элементов, и ПИМ с лазерным датчиком цели. Принята на вооружение в 1976 году, впервые применена с высокой эффективностью (вероятность поражения цели одной ракетой составила 80 %) во время Фолклендского конфликта в 1982 году. Производилась по лицензии в Германии и Японии. Начиная с 1978 года было изготовлено около 15 000 ракет.
- AIM-9M — модернизированная в 1979 году AIM-9L, принята на вооружение в 1983 году. Улучшена помехоустойчивость ГСН (двигается при помощи электромоторов в пределах угла 25 градусов, способна постоянно удерживать цель в захвате: если на ранних версиях AIM-9 ГСН можно было ослепить тепловыми ловушками или вывести её на солнце, то сейчас она запоминает инфракрасный «портрет» цели на пересекающихся или догоняющих курсах, надежно её захватывает и может сопровождать в разных условиях), система охлаждения ГСН — на аргоне, замкнутая; применён двигатель Mk.36 — Mod.9 с новым малодымным топливом[14]. Боевая часть осталась прежней — осколочно-фугасная WDU-17/B массой 9,4 кг, которая имеет около 200 титановых осколочных стержней; при её подрыве около 1300 осколков разлетается на скорости до 1800 м/с. Подрыв боеголовки производится неконтактным взрывателем на дистанции 5—6 м от цели. С 1982 года было произведено около 7000 ракет.
- AIM-9N — экспортная ракета на базе AIM-9J.
- AIM-9P (иногда AIM-9JP) — модернизированный вариант AIM-9J/N, созданный в экспортных целях. Предназначался для продажи тем странам, которые не могли позволить себе закупки более дорогой модификации AIM-9L. Было изготовлено около 21 тыс. ракет, в основном путём переделки более старых моделей.
- AIM-9Q — версия ракеты, не поступившая в производство. Подробности неизвестны.
- AIM-9R — версия ракеты с оптико-электронной системой наведения, позволяющей сканировать изображение цели и наводиться именно на неё. Существенно возросла устойчивость к инфракрасным ловушкам. В 1990 году ракета была представлена на испытания, но после окончания Холодной войны проект был закрыт.
- AIM-9S
- AIM-9X — современная модификация ракеты, использует для охлаждения двигатель Стирлинга. Разрешение матрицы фотоприёмника 128×128[15]. Улучшена помехоустойчивость к тепловым ловушкам. Улучшена манёвренность благодаря управлению вектором тяги[16]., реализована интеграция с нашлемным дисплеем JHMCS[17]. Поставляется с 2002 года; произведено более 3000 ракет[18][19].
- AIM-9X2 — в сентябре 2012 года появилась информация, что Raytheon разрабатывает новую модификацию «Sidewinder» увеличенного радиуса[20].

### Специализированные модификации
- AGM-122 Sidearm — противорадиолокационная модификация, созданная путём модернизации снятых с вооружения ракет модели AIM-9C. Полуактивное радиолокационное наведение заменено пассивным, позволяющим ракете наводиться на излучение неприятельского радара. Ракета разрабатывалась как легкая ПРР для машин с ограниченной боевой нагрузкой и вертолётов. Около 700 ракет были переделаны в эту модификацию в период с 1986 по 1992 год. В настоящее время, все запасы этих ракет исчерпаны и она снята с вооружения.
- AGM-87 Focus — разработанный в 1960-х годах вариант «Sidewinder» для применения по наземным целям. Предназначалась для поражения излучающих тепло наземных объектов (танки, автомобили, катера). Имела утяжеленную 70-килограммовую БЧ. Эффективно применялась во Вьетнаме, но не получила развития после войны[прим. 1].
- MIM-72 Chaparral — ЗУР самоходного ЗРК поля боя, разработанная на базе ракеты AIM-9D. Комплекс предназначен для защиты войск на марше от вертолётов, низколетящих крылатых ракет и ударной авиации. Находился на вооружении армии США с 1969 по 1998 год, в настоящее время снят с вооружения, но остаётся в арсенале ряда стран. На Тайване производится по лицензии.
- Diamondback — разрабатывавшаяся с 1956 года увеличенная версия ракеты с ядерной боевой частью. Предназначалась для обеспечения палубным перехватчикам возможности эффективно поражать советские бомбардировщики-ракетоносцы и крылатые ракеты. Должна была иметь жидкостный двигатель. Не вышла за стадию проработки общей концепции.
- XM41 Redeye — ЗУР переносного комплекса непосредственного прикрытия сухопутных войск. На этапе конкурсного отбора, учитывая интенсивную конкуренцию с другими перспективными образцами зенитных ракет, созданных на основе УРВВ, за неимением собственных наработок по инфракрасным приборам, генеральный подрядчик, корпорация General Dynamics, заключила договор с корпорацией Philco (разработчиком ГСН для AIM-9B), инженерами последней была наспех модифицирована имеющаяся ГСН для обстрела целей с земли, досягаемость приёмника излучения увеличена за счёт сокращения сектора обзора.

### Иностранные копии
За рубежом с разным успехом было адаптировано множество местных вариантов ракет Sidewinder, как по лицензии, с передачей технологий производства стране-реципиенту (союзники США по НАТО и др. капстраны), так и без неё, методом обратной инженерии и анализа добытых узлов ракет или их сохранившихся обломков (СССР и соцстраны):
- Firestreak

-  Red Top
-  Taledog

- К-13
- Matra R550
- Rb 28
- XAAM-A-3

## Тактико-технические характеристики
- Стартовая масса: 91 кг
- Масса боевой части: 9,4 кг
- Длина: 2,85 м
- Диаметр: 0,127 м
- Размах крыла: 0,63 м

## «Sidewinder» в Советском Союзе
Тайваньский конфликт
В ходе боёв 1958 года (боевого дебюта AIM-9) произошёл чрезвычайно удачный для СССР случай: AIM-9B «Сайдуайндер» попал в китайский МиГ-17, но не взорвался, застряв в фюзеляже. Ещё одну целую ракету нашли в болоте. Таким образом, при первом же боевом применении AIM-9 несколько экземпляров этой новейшей тогда ракеты попали к противнику как трофеи.
«Внутренности» ракеты были залиты специальным клеем и для извлечения начинки были привлечены якутские косторезы, которые смогли вырезать блоки управления, не повредив ни одного проводка.
Советские конструкторы, изучив «трофей» и воспроизведя её методом «обратной инженерии», запустили в производство советский аналог — К-13/Р-3С (по классификации НАТО — Atoll). Ракета К-13 простояла на вооружении советских ВВС более тридцати лет. Проведённый в США анализ показал, что запчасти от ракет К-13 могут использоваться для комплектования оригинальных AIM-9 «Sidewinder».
Кража в Нойбруге
На 1967 год ракеты AIM-9 были основным вооружением истребителей F-104 Starfighter ВВС Западной Германии. 22 октября 1967 года пилот западногерманского «Старфайтера» Вольф-Диетхард Кнопп вместе с двумя сообщниками вывезли американскую ракету AIM-9 последней модификации с авиабазы Нойбруг и по авиапочте отправили её в Советский Союз, стоимость пересылки новейшей ракеты составила всего $79,25. Операция была позже раскрыта и всех троих посадили на 4 года.
Война во Вьетнаме
В 1975 году, после разгрома армии Южного Вьетнама, ракеты AIM-9 достались противнику в качестве трофеев. После их захвата ДРВ отправило часть трофейных ракет «Сайдуайндер» в Советский Союз.

## Боевое применение

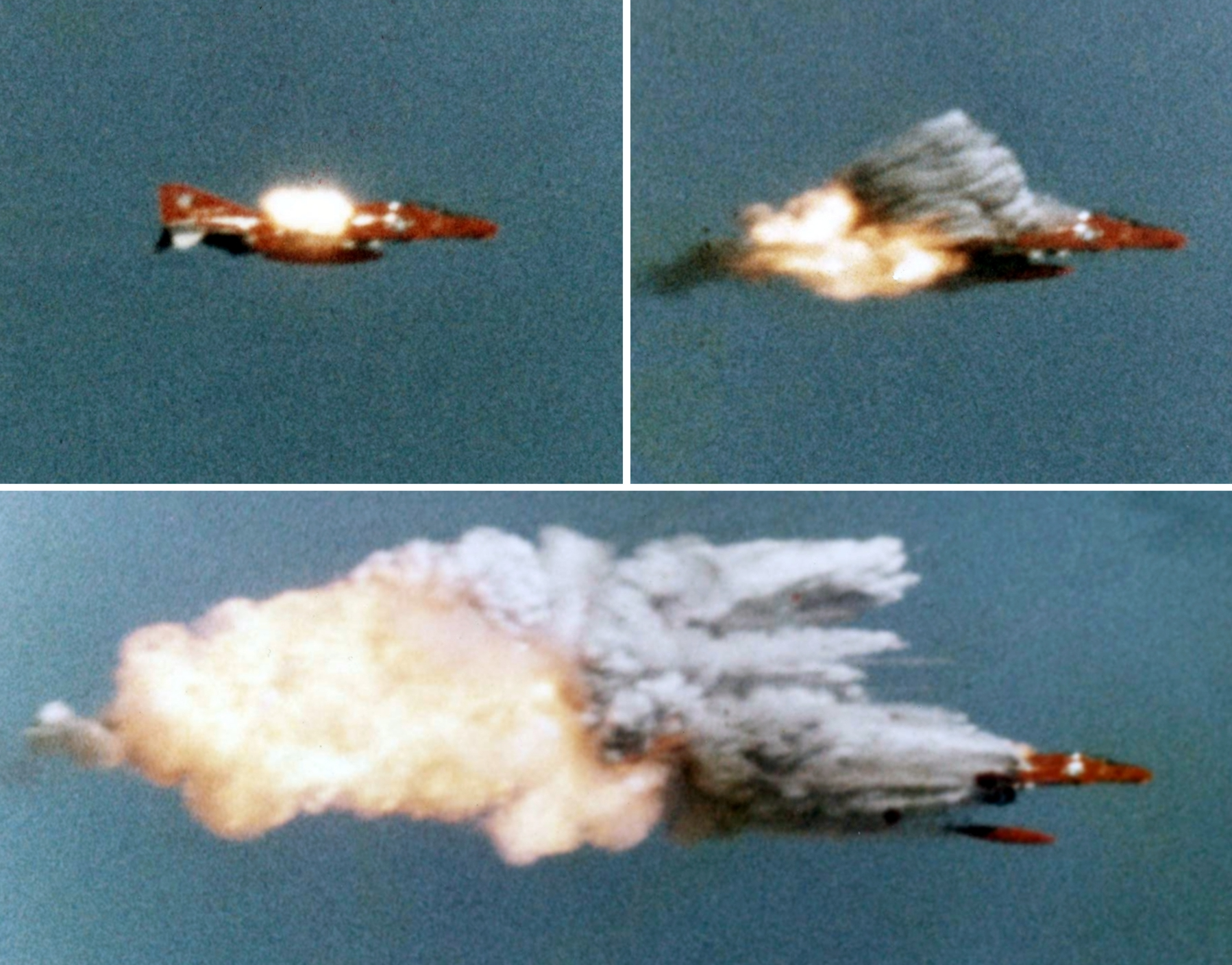
AIM-9 сбивает самолёт-мишень QF-4B «Фантом». 1974 год

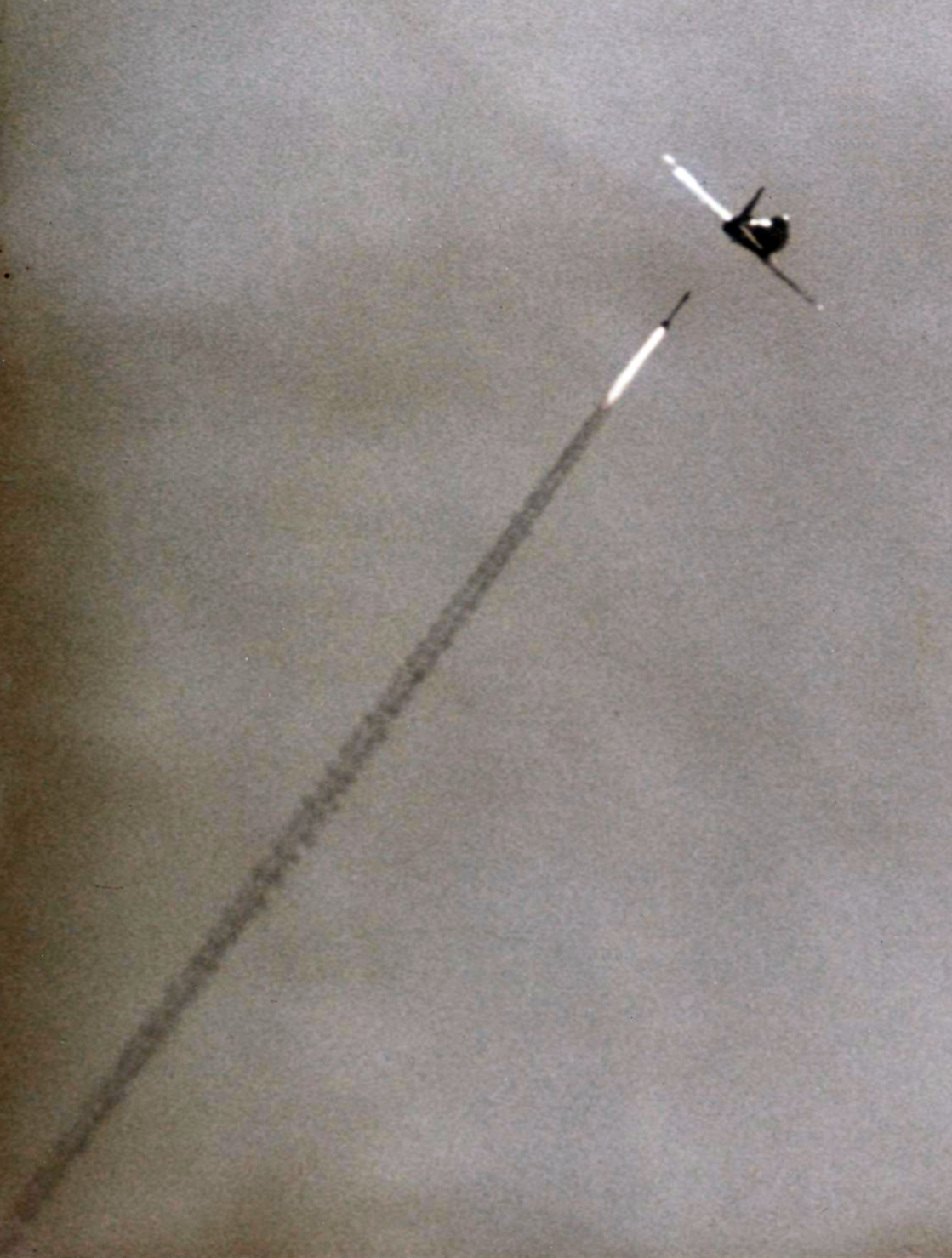
Пуск AIM-9L по самолёту-мишени QF-86F «Сейбр». 1977 год

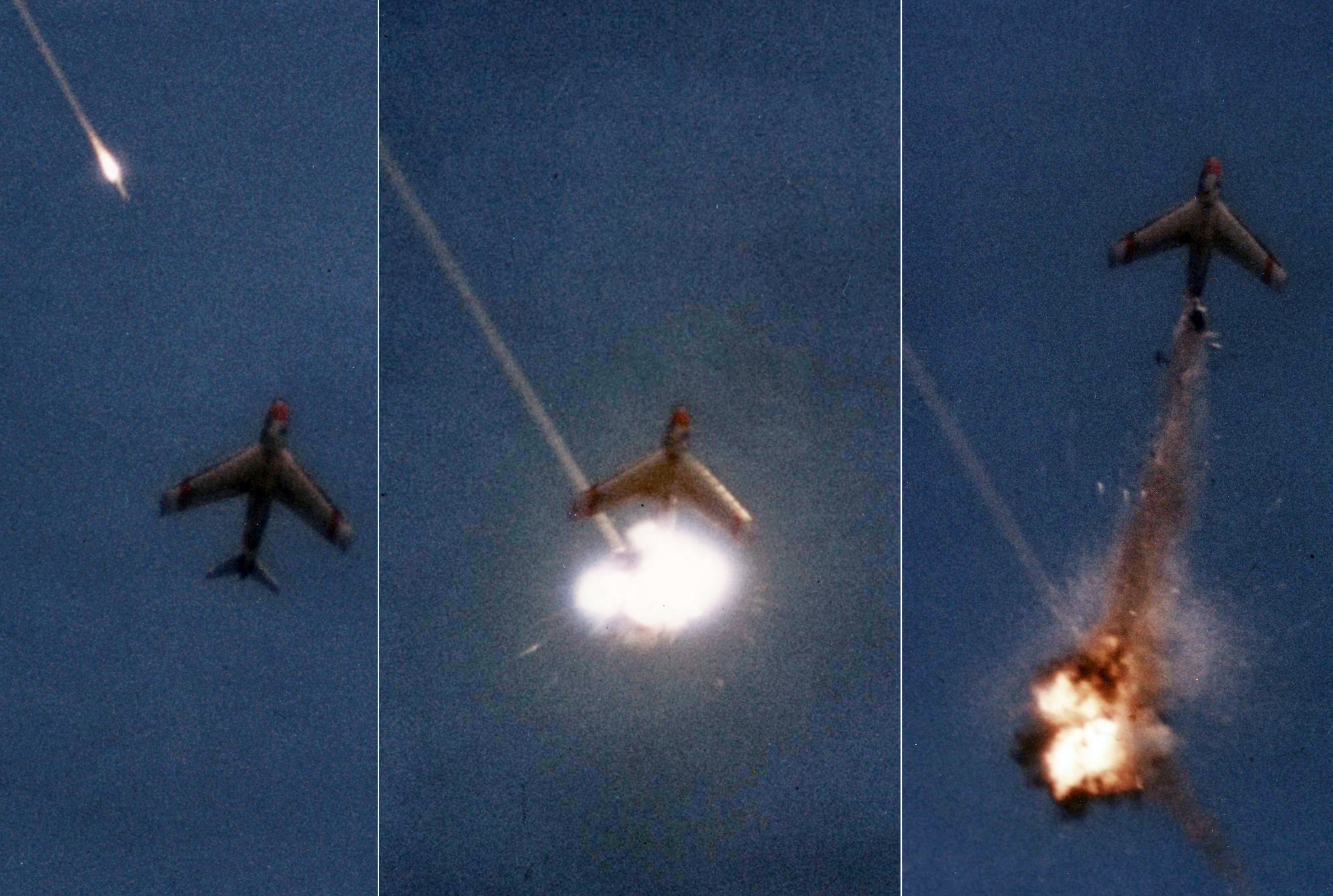
AIM-9L сбивает самолёт-мишень QF-86F «Сейбр». 1978 год

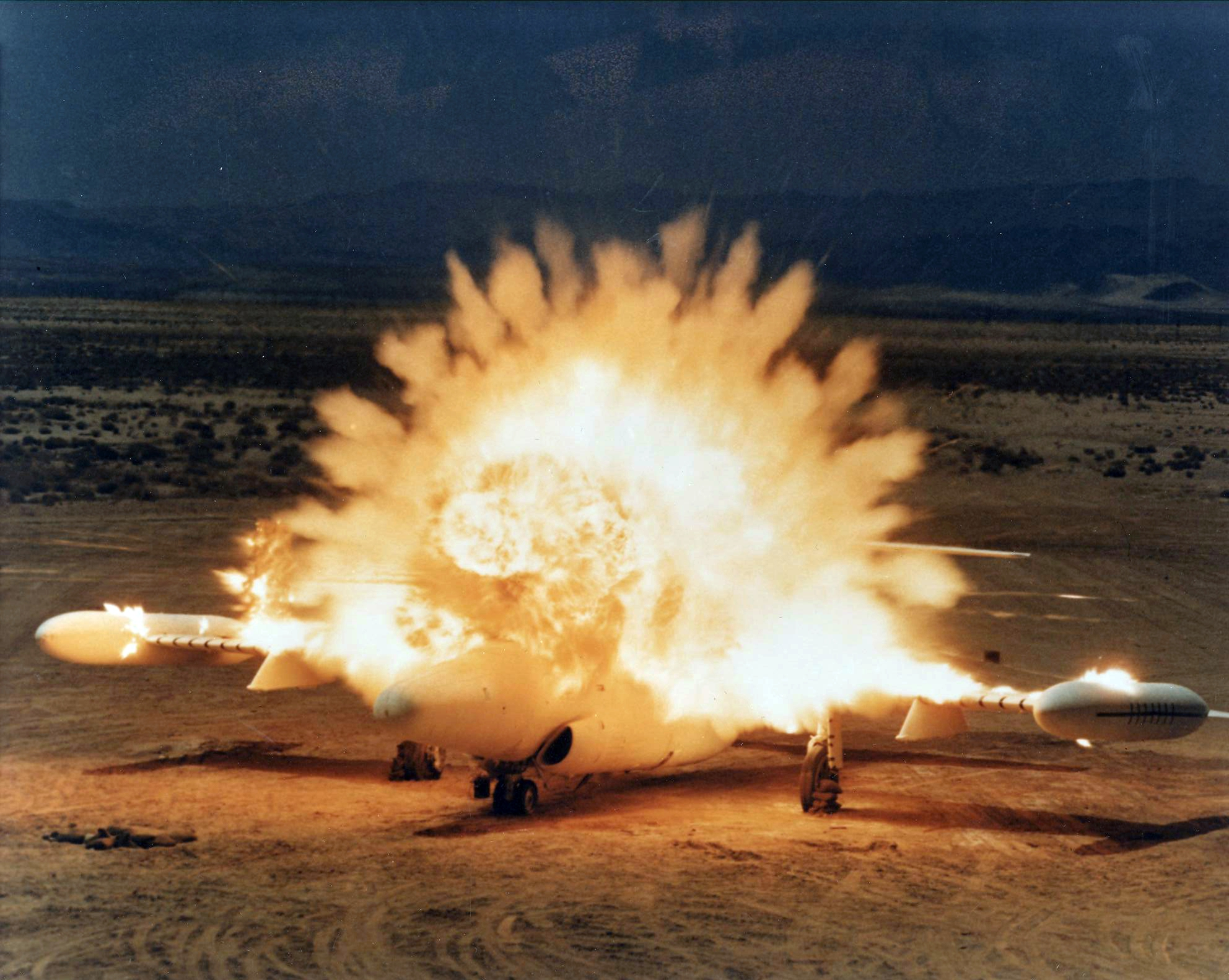
Момент поражения ракетой AIM-9L стоящего на земле самолёта-мишени F-89. 1979 год

### Тайваньский конфликт
24 сентября 1958 года, в разгар Второго Тайваньского кризиса, где участвовали, с одной стороны, Китайская Народная Республика, поддерживаемая СССР, и силы Тайваньского государства, поддерживаемого США, состоялось первое применение управляемых ракет «воздух-воздух»: звено тайваньских «Сейбров» применили ракеты AIM-9B против превосходящих их по техническим характеристикам китайских МиГ-17, а также равных МиГ-15. Тайваньская сторона утверждала, что ракетами AIM-9 в этот день сбила по разным данным 6 (или 4), Китай подтвердил потерю всего лишь одного самолёта. Единственным подтверждённо потерянным самолётом оказался китайский истребитель МиГ-15бис 5-го авиационного полка, его пилот Ван Сы-Чон погиб. Несколько ракет «Сайдуайндер» были найдены китайцами, одна ракета AIM-9 была выставлена на всеобщее обозрение в Пекине. После этого боя американской стороной ракеты AIM-9 было решено прекратить использовать, чтобы эти ракеты больше не  попадали в руки противника.
Следующий известный случай применения ракет AIM-9 в этом конфликте произошёл лишь 13 января 1967 года. В этот день произошёл массовый воздушный бой тайваньских истребителей F-104 «Старфайтер» с китайскими МиГ-19 возле границы материкового Китая. «Старфайтеры» атаковали первыми, выпустив четыре ракеты AIM-9. Но китайские пилоты используя высокую манёвренность МиГ-19 уклонились от всех ракет. В итоге китайские «МиГи» контратаковали и огнём пушек сбили один F-104G.
Далее, в ходе конфликтов эффективность применения AIM-9 была переменна, но считалась достаточно высокой для своего времени.

### Вьетнамская война
Дебютом AIM-9 стал Вьетнам. В ходе конфликта ракета зарекомендовала себя с лучшей стороны, продемонстрировав высокую надёжность, неприхотливость и лучшие результаты чем любой другой тип примененных УРВВ.
Первый случай применения AIM-9 произошёл 4 апреля 1965, в этот день американский F-100 выпустил по вьетнамскому МиГ-17, но не попал в цель.
Первые победы во Вьетнаме с помощью AIM-9 были одержаны 10 июля 1965 года, когда истребители F-4 сбили ими два северовьетнамских МиГ-17. За время войны в цели попали около 13,2 % выпущенных AIM-9, что было наивысшим показателем для всех ракет, примененных в ходе конфликта. За время войны, при помощи AIM-9 было сбито 80 вьетнамских самолётов (в основном истребителей МиГ-17 и МиГ-21), расход боеприпасов по которым составил 452 ракеты. Также, ракетами AIM-9 были сбиты несколько своих самолётов, в том числе по крайней мере один F-4 и один F-105, причём последний ракетой сбил «самого себя».
Основным ракетным вооружением вьетнамских истребителей была ракета K-13, разработанная в СССР как доработанная модификация трофейной AIM-9B. При помощи К-13 было сбито 76 американских самолётов, в том числе сбитый вьетнамским лётчиком-истребителем Фамом Туаном бомбардировщик B-52, что не подтверждается американскими данными.

### Ближний Восток
Ракеты «Сайдуайндер» интенсивно применялись Израилем во время арабо-израильских конфликтов, продемонстрировав высокую надёжность и неприхотливость. 30 июля 1970 года ракетами AIM-9 были сбиты несколько истребителей МиГ-21 ВВС СССР. В 1977 году, во время египетско-ливийской войны, ВВС Египта запускали ракеты этого типа с борта самолётов МиГ-21 и МиГ-23, сбив несколько ливийских истребителей «Мираж».

### Иран-иракская война
Иранские ВВС применяли AIM-9 во время ирано-иракской войны. В ходе войны Иран получал поставки ракет AIM-9 из Южной Кореи. Примечательно, что во время войны Иран получил и «Сайдуайндеры» новейшей модификации — всеракурсные AIM-9L.. Ирак также получил некоторое количество ракет AIM-9 из Иордании.
Иранцы утверждали о сбитии большого числа самолётов ВВС Ирака, однако, лишь небольшое число иранских заявок на воздушные победы нашло подтверждение. Уже на второй день войны «Сайдуиндерами» заявлялось сбитие двух самолётов — Су-20 и МиГ-21, только один МиГ-21 был подтверждён, что стал единственной подтверждённой потерей за весь сентябрь (крупномасштабные бои на фронте начались с 4 сентября). За один день 25 сентября 1980 года ракетами AIM-9 заявлялось сбитие не менее шести иракских самолётов (три МиГ-21, два МиГ-23, один Ан-26), по более современным данным ни одна из шести иранских заявок не была подтверждена. 19 декабря иранские «Фантомы» сбили ракетами AIM-9 три истребителя-бомбардировщика Су-20.
Применение AIM-9 против кораблей
Более успешно AIM-9 применялись иранской стороной против транспортных гражданских кораблей в ходе т.н. «танкерной войны» между Ираном и Ираком. По известным данным ракетами AIM-9 было уничтожено 3 и повреждено 4 гражданских корабля, которые принадлежали странам не участвующим в конфликте.
Одним из известных случаев было уничтожение ракетами AIM-9P греческого танкера сжиженного природного газа французской постройки Gaz Fountain с валовой вместимостью 23796 БРТ. 12 октября 1984 года, недалеко от Катара, в гружённый 18440 тоннами сжиженного газа танкер попало 3 ракеты AIM-9P, выпущенных иранскими самолётами F-4E «Фантом». Одна ракета взорвалась на палубе над вторым грузовым резервуаром, серьёзно повредив большую часть трубопроводов в этой зоне. Две другие ракеты попали в палубу корабля в районе третьего резервуара, в крыше которого была проломлена дыра в несколько квадратных метров. В загоревшемся резервуаре выгорели 1240 тонн бутана, которые также сожгли жилой отсек корабля. Несмотря на большой размер пожара, никто из экипажа в составе 33 человек не пострадал и им удалось покинуть горящий корабль. Танкер в результате полученных повреждений не подлежал восстановлению, хотя 93% перевозимого им груза удалось сохранить.

### Пакистан
ВВС Пакистана применяли ракету в конфликтах с Индией. В ходе войны 1965 года F-86 и F-104 ВВС Пакистана выпустили 33 ракеты AIM-9 и заявили 9 сбитых индийских самолётов, однако не все они были подтверждены.
В ходе Афганской войны при помощи AIM-9 был сбит ряд самолётов, вторгавшихся в воздушное пространство Пакистана. 12 апреля 1986 года пакистанские F-6 безуспешно атаковали тройку советских Су-25, ни одна из трёх выпущенных ракет AIM-9P не попала в цель. 4 августа 1988 года ракетой AIM-9 был сбит штурмовик Су-25, пилотировавшийся зам. командующего советскими ВВС в Афганистане А. Руцким. Вдобавок при помощи ракеты AIM-9 пакистанский F-16 случайно сбил другой пакистанский F-16.
23 апреля 1987 года возле посёлка Тани афганцы нашли неразорвавшуюся ракету AIM-9L с пакистанского F-16.

### Ливия
19 августа 1981 истребители ВМС США F-14 ракетами AIM-9 сбили два ливийских истребителя-бомбардировщика Су-22, выполнявших облёт американских кораблей.

### Фолклендская война
В ходе Фолклендского конфликта в 1982 году, британские истребители «Харриер» в качестве основного оружия впервые применили новую всеракурсную модификацию «Сайдуайндера», AIM-9L, поставленную из США. Ракета продемонстрировала очень высокую эффективность: было выпущено 26 ракет AIM-9L и сбито не менее 10 Mirage III/Dagger, 6 A-4 Skyhawk и 1 C-130H Hercules. Примечательно[чем?], что одна ракета AIM-9L не смогла попасть в транспортный C-130. Всеракурсное наведение существенно расширило тактические возможности «Сайдуайндера», позволяя британцам атаковать аргентинские самолёты на встречном курсе с большой дистанции.

### Обстрел танкера Western Sun
30 июля 1986 года в американский нефтяной танкер S.S. Western Sun с валовой вместимостью 18810 БРТ в 100 километрах к Востоку от Норфолка попала ракета «воздух-воздух» AIM-9, которая пробила дыру в борту и создала внутри несколько возгораний. Морякам потребовалось 30 минут чтобы потушить танкер. Оказалось, что ракету выпустил американский военный самолёт F-14 Tomcat. Командование флота США обвинило экипаж корабля в том, что они заплыли в зону военных учений. При разбирательстве выяснилось, что танкер находился в 10 милях до начала запретной зоны. Компания Sun Oil потребовала компенсации от военных за попадание «Сайдуиндера».

### Война в Персидском Заливе
В ходе операции на территории Кувейта иракская армия захватила свыше 200 ракет AIM-9H «Сайдуайндер» вместе с их самолётами-носителями Mirage F1 и A-4 Skyhawk.
Ракеты интенсивно применялись всеми типами истребителей Коалиции в войны в Персидском заливе в 1991 году. При этом, если тяжёлые истребители F-15 использовали «Сайдуайндеры» с высокой эффективностью, то лёгкие истребители F-16 показали нулевую эффективность, выпустив 36 ракет «Сайдуайндер» и не добившись ни одного попадания. Палубные истребители F-14 и F/A-18 использовали «Сайдуайндеры» с крайне низкой эффективностью при 38 выпущенных AIM-9 и всего 2 заявленных победах.
Всего за время войны 86 выпущенными ракетами AIM-9M было сбито 10 иракских летательных аппаратов (в их числе Mirage F1, МиГ-21, МиГ-23, Су-22, Су-25 и вертолёт), Это даёт боевую эффективность менее 12%, т.е. AIM-9 показали эффективность даже ниже, чем во время вьетнамской войны. По МиГ-25 выпущенные ракеты AIM-9M либо промахивались, либо причиняли минимальный урон.

### Бесполётные зоны (Ирак)
Авиация антииракской коалиции применила ракеты «Сайдуайндер» в т.н. «бесполётной зоне» лишь один раз, 14 апреля 1994 года, сбив при этом только собственный вертолёт UH-60A «Чёрный ястреб». Ракету AIM-9 выпустил пилот американского истребителя F-15C — подполковник Рэнди Мэй. В результате уничтожения «Чёрного Ястреба» погибло значительное число членов экипажа.

### Балканы
28 февраля 1994 года американские истребители F-16 уничтожили четыре или пять сербских штурмовиков J-21 и J-22, выполнявших боевой вылет в нарушение неполётной зоны; три штурмовика были сбиты ракетами AIM-9.

### Другие инциденты
- 8 июля 1958 в районе авиабазы МсКлеллан у американского истребителя F-104 Starfighter произошёл случайный пуск новейшей ракеты AIM-9, чтобы удержать самолёт в равновесии пилот был вынужден сбросить и вторую ракету[64].
- 11 августа 1959 у побережья Южной Каролины истребитель F-8A КМП США попытался совершить тренировочный пуск ракеты AIM-9, однако ракета не оторвалась от держателя и пламя от ракетного двигателя подожгло сам самолёт. Американский пилот старший лейтенант Джон Гленн катапультировался, однако парашют также не раскрылся и он погиб[65].
- 22 декабря 1959 в конце взлётной полосы аэродрома Атсуги у американского истребителя F-8 Crusader, пилотируемого майором Джексоном, отвалилась ракета AIM-9. «Сайдуайндер» при падении взорвался, при этом ранив японского местного жителя[66].
- 7 апреля 1961 пара американских F-100 участвовала в тренировочных перехватах стратегического бомбардировщика B-52B Stratofortress, для испытаний новой модификации «Сайдуайндера». Во время шестого захода на цель, американский пилот старший лейтенант Джеймс Ванскук по ошибке выпустил ракету AIM-9 и сбил бомбардировщик, было убито 3 из 8 членов экипажа[67].
- 6 октября 1961 самолёт-разведчик RF-8A ВМС США был сбит ракетой AIM-9, выпущенной однотипным самолётом. Американский пилот Чарльз Прайс катапультировался[68][65].
- 21 мая 1963 возле авиабазы Юма истребитель F-8A ВМС США был сбит ракетой AIM-9, по ошибке выпущенной однотипным самолётом из другого подразделения[69]. Американский пилот младший лейтенант Джон Эмерсон успешно катапультировался[65].
- 13 августа 1968, недалеко от острова Санта Роса, в гражданский исследовательский корабль SS Pacific Seal (вместимость 298 БРТ[70]) попала ракета AIM-9[71], выпущенная истребителем F-8 Crusader ВМС США, пилотируемым младшим лейтенантом Романом С. Охнемусом[72]. Корабль в результате попадания загорелся, три человека было ранено, два из них тяжело[73].
- 27 мая 1974 в районе авиабазы морской авиации в Джексонвилле штурмовик TA-4J Skyhawk ВМС США был сбит ракетой AIM-9, выпущенной по ошибке американским истребителем A-7. Американский пилот лейтенант Роберт Род успешно катапультировался[74].
- 22 июля 1974 американский F-4J в районе бухты Субик по ошибке сбил ракетой AIM-9 американский вертолёт SH-3[75]. В результате попадания «Сайдуайндера» погибли все 6 американских пилотов и моряков[76], включая лейтенанта Дональда Алэнна[77].
- 10 декабря 1976 у побережья Северной Каролины штурмовик A-4E Skyhawk ВМС США был сбит ракетой AIM-9, выпущенной американским истребителем F-4J, пилот лейтенант Джероми Петиковски успешно катапультировался[78]. Пилоты «Фантома» приняли «Скайхок» за беспилотную учебно-тренировочную мишень[69].
- 17 августа 1978 южнее Марселя истребитель F-4J ВМС США был сбит ракетой AIM-9H, выпущенной по ошибке другим истребителем F-4J. Экипаж в составе Сэмми Боннано и Дэйва Сваджа успешно катапутировались над водой[79].
- В сентябре 1980 американский F-14A одержал воздушную победу, сбив ракетой AIM-9 иранский истребитель F-4E.
- 16 июня 1981 во время полёта у западногерманского истребителя F-4 по невыясненной причине произошёл пуск ракеты AIM-9. В ходе поисков была осмотрена территория площадью 3800 кв. миль, но ракета так и не была найдена[80].
- 25 мая 1982 британский истребитель Phantom FGR.2 по ошибке сбил ракетой AIM-9L британский же ударный самолёт Jaguar GR.MK.1.[81].
- 14 июля 1982, после окончания Фолклендской войны, британский штурмовик Harrier GR.3, взлетающий с аэродрома Стэнли, случайно запустил две ракеты AIM-9[82]. Первая ракета взорвалась в безлюдном месте, однако вторая попала в группу своих же солдат[83]. 11 британских солдат получили тяжёлые ранения[84], многим потребовалась ампутация[85].
- 22 сентября 1987 американский F-14A над Средиземном морем по ошибке сбил ракетой AIM-9L американский же разведывательный RF-4C. Оба лётчика «Фантома» получили тяжёлые травмы, которые больше не позволили им управлять самолётом. Ракету запустил пилот ВМС США лейтенант Тимати Дорсей, чей отец во время войны во Вьетнаме также сбил самолёт своего товарища[86].
- 31 октября 1989 экипаж авианосца ВМС США Дуайт Эйзенхауэр во время передвижения ракет по палубе накрыло большой волной, в результате десятки ракет «воздух-воздух», включая 20 ракет AIM-9 и трёх моряков смыло за борт авианосца. Удалось найти только двух моряков[87].
- 19 марта 1990 американский истребитель F-15C, пилотируемый лейтенантом Линчем, в ходе учений над Аляской случайно запустил ракету AIM-9M в F-15C своего товарища. Самолёт получил значительные повреждения, но пилот подполковник Харрис смог довести подбитый самолёт до аэродрома[88]. Стоимость ремонта оценивалась в 1 миллион долларов[89].
- 2 сентября 1994 года греческий F-4E возле острова Тира над Эгейскем морем с помощью ракеты AIM-9L случайно сбил другой F-4E своего товарища[90]. Пилоты катапультировались.
- 22 ноября 1995 японский F-15J, в ходе учебного воздушного боя, был по ошибке сбит ракетой AIM-9L, выпущенной другим F-15[91].
- 13 сентября 2009 американский F-15E сбил ракетой AIM-9 над Афганистаном свой БПЛА MQ-9 Reaper, который перестал реагировать на команды управления[92].
- 24 ноября 2015 F-16 турецких ВВС сбил ракетой AIM-9 бомбардировщик Су-24М ВКС РФ; пилот и штурман катапультировались.
- 4 февраля 2023 истребитель F-22 ВВС США сбил ракетой AIM-9X высотный китайский аэростат-разведчик (по версии властей Китая - сбившийся с курса метеозонд) залетевший в воздушное пространство США[93].
- 10 и 11 февраля 2023 истребители F-22 ВВС США сбили ракетами AIM-9X два НЛО над территорией США и Канады[94].
- 12 февраля 2023 истребитель F-16 ВВС США сбил ракетой AIM-9X ещё один НЛО над озером Гурон в США[95][96].

Количество воздушных целей, сбитых AIM-9 во всём мире, оценивается ориентировочно 270 случаями (по данным американских источников). Как можно заметить выше, далеко не во всех случаях это имело подтверждение.

## Участие в испытаниях лазерного оружия
В 1983 году в США прошли испытания лазерной установки, установленной на самолёте-лаборатории C-135 Stratolifter. В ходе теста истребитель A-7 Corsair  совершил 5 пусков ракет AIM-9 «Сайдуайндер». Ракеты достигали скорости 2000 миль в час (~3200 км в час), после чего уничтожались лазерной установкой. Таким образом, были сбиты все 5 ракет «Сайдуайндер».

## Производство
Программа закупок США.
| Финансовый год (контракт) | количество, штук | сумма, млн. $ | комментарий        |
| ------------------------- | ---------------- | ------------- | ------------------ |
| 1974 (Lot 1)              | 850              | 19            | ВМС                |
| 1975 (Lot 2)              | 800              | 19            | ВМС                |
| 1976 (Lot 3)              | 800 710          | 51 46         | ВМС ВВС            |
| 1977 (Lot 4)              | 420 1000         | 33 56         | ВМС ВВС            |
| 1978 (Lot 5)              | 600 2300         | 37 103        | ВМС ВВС            |
| 1979 (Lot 6)              | 650 2500         | 31 96         | ВМС ВВС            |
| 1980 (Lot 7)              | 320 2050         | 21 87         | ВМС ВВС            |
| 1981 (Lot 8)              | 220 1280         | 39 102        | ВМС ВВС            |
| 1982 (Lot 9)              | 700 1800         | 51 131        | ВМС ВВС            |
| 1983 (Lot 10)             | 500 1920         | 41 97         | ВМС ВВС            |
| 1984 (Lot 11)             | 350 1700         | 29 104        | ВМС (AIM-9L/M) ВВС |
| 1985 (Lot 12)             | 1000             | 69            | ВМС (AIM-9L/M)     |
| 1986 (Lot 13)             | 2120 1650        | 100 73        | ВМС ВВС            |
| 1987 (Lot 14)             | 391 744          | 31 40         | ВМС ВВС            |
| 1988 (Lot 15)             | 100 1106         | 26 40         | ВМС ВВС            |
| 1989 (Lot 16)             | 760              | 37            | ВВС                |
| 1990-1995                 | не закупалась    | не закупалась | не закупалась      |
| 2001 (AIM-9X) план        | 63 80            | 27,5 28,4     | ВМС ВВС            |
| 2002 (AIM-9X)             | 105 138          | 25,8 38,4     | ВМС ВВС            |
| 2003 (AIM-9X)             | 284 286          | 52,5 55,9     | ВМС ВВС            |
| 2004 (AIM-9X)             | 103 256          | 25,3 52,7     | ВМС ВВС            |
| 2005 (AIM-9X)             | 135 248          | 31,3 52,4     | ВМС ВВС            |
| 2006 (AIM-9X)             | 159 196          | 37,1 44,4     | ВМС ВВС            |
| 2007 (AIM-9X)             | 174 183          | 40,2 43,7     | ВМС ВВС            |
| 2008 (AIM-9X)             | 170 149          | 54,5 52,3     | ВМС ВВС            |
| 2009 (AIM-9X)             | 114 157          | 57,3 77       | ВМС ВВС            |
| 2010 (AIM-9X)             | 161 219          | 53,7 78,5     | ВМС ВВС            |
| 2011 (AIM-9X)             | 120              | 61,9          | ВМС, ВВС           |
| 2012-2014 (AIM-9X)        | 689              | 227,6         | ВМС, ВВС           |

## На вооружении
Источники
- США 7000 AIM-9M[112]
- , Королевские военно-воздушные силы Австралии. Исходная модель в 1959 году поступила на вооружение истребителей Avon Sabre 78-го истребительного авиакрыла, дислоцированного на авиабазе Баттеруорт в Малайской Федерации (адаптацией пускового устройства к местным стандартам занимались инженеры корпорации CAC и научно-исследовательского испытательного центра ВВС)[3][113] К настоящему времени AIM-9X на F/A-18A/B Hornet и F/A-18F Super Hornet
- Польша Заказано 93 ракеты AIM-9X-2[114]
- ОАЭ Заказано 218 AIM-9X-2 на сумму 251 млн долл.
- Марокко Заказано 20 AIM-9X-2 на 50 млн долл.
- Ирак на вооружении AIM-9L и AIM-9M[115]
- Турция AIM-9S/X. 117 AIM-9X заказано на сумму 140 млн долл[116].
- Украина[117]